# Benjamin Christensen
Richard Benjamin Christensen (28. září 1879 Viborg – 2. dubna 1959 Kodaň) byl dánský režisér, scenárista a herec.

## Život
Byl nejmladším ze dvanácti dětí. Začal studovat medicínu, ale v roce 1902 odešel k divadlu. V kodaňském Královském divadle začínal jako operní pěvec, ale po onemocnění hlasivek se zaměřil na činohru. Zpočátku se mu nedařilo a jeden čas se živil obchodováním s víny, až později se uplatnil v němém filmu. V roce 1911 debutoval ve snímku Skæbnebæltet, hrál také s Henrikem Malbergem v grotesce Lille Klaus og store Klaus. V roce 1914 natočil pro společnost Nordisk Film svůj režijní debut, špionážní drama podle vlastního scénáře Det hemmelighedsfulde X (Záhadné X), v němž hrál také hlavní roli.
Jeho nejznámějším filmem je dánsko-švédská koprodukce Häxan z roku 1922, uváděná také pod názvem Čarodějnictví v průběhu věků. Christensen zde novátorským způsobem spojil postupy dokumentárního, vzdělávacího a hraného filmu, navíc se mu podařilo díky práci se světlem a úhly záběru vytvořit sugestivní strašidelnou atmosféru. Sám režisér zde účinkoval v roli Satana. Film se zabývá historií čarodějnických procesů z pohledu psychoanalýzy, chování čarodějnic vysvětluje psychickými poruchami a drastické tresty interpretuje jako snahu mužů a jejich institucí zachovat si mocenské postavení. Pro otevřenou kritiku církve i scény obsahující násilí a nahotu čelil snímek mnoha cenzurním zásahům. Antony Balch upravil v roce 1967 Čarodějnictví v průběhu věků do zvukové verze, k níž namluvil komentář William Seward Burroughs a hudbu složil Daniel Humair. Film se díky tabuizovanému tématu i bizarnímu ztvárnění stal kultovním dílem, jeho fragmentární kompozicí se inspiroval i Jean-Luc Godard. Steven Schneider zařadil Häxan na seznam 1001 filmů, které musíte vidět, než umřete.
V roce 1924 hrál Benjamin Christensen spolu s Walterem Slezakem ve filmu Michael, který natočil Carl Theodor Dreyer podle stejnojmenného románu Hermana Banga. Film vzbudil veřejný skandál otevřeným zobrazením homosexuálního vztahu. Roku 1925 odešel Christensen do USA, kde natočil film Démon cirku s Normou Shearerovou v hlavní roli. Ve svém hollywoodském období spolupracoval se scenáristou Cornellem Woolrichem a herci Lonem Chaneym a Thelmou Toddovou. V roce 1929 s Lucienem Hubbardem spolurežíroval verneovskou adaptaci Tajuplný ostrov, kde ztvárnil hlavní roli Lionel Barrymore. Po návratu do Dánska se věnoval převážně divadelní režii, natočil také několik nepříliš úspěšných psychologických dramat jako byla Dáma se světlými rukavicemi s Lily Weidingovou. 

## Režijní filmografie
- 1914 Det hemmelighedsfulde X
- 1916 Hævnens nat
- 1922 Häxan: Čarodějnictví v průběhu věků
- 1926 Démon cirku
- 1927 Mockery
- 1928 The Haunted House
- 1929 Tajuplný ostrov
- 1929 Ve spárech satana
- 1939 Skilsmissens børn
- 1940 Barnet
- 1942 Damen med de lyse Handsker